# 1863 Антиној
1863 Антиној (енгл. 1863 Antinous) је Аполо астероид. Приближан пречник астероида је 2,1 km,
а средња удаљеност астероида од Сунца износи 2,259 астрономских јединица (АЈ).
Инклинација (нагиб) орбите у односу на раван еклиптике је 18,400 степени, а орбитални период износи 1240,533 дана (3,396 године). Ексцентрицитет орбите астероида износи 0,606.
Апсолутна магнитуда астероида износи 15,54 а геометријски албедо 0,24.
Астероид је откривен 7. марта 1948. године.